# 片山彰
片山 彰（かたやま あきら、1961年7月22日 - ）は、元競輪選手。日本競輪学校（以下、競輪学校）第52期生。登録地は福岡県。師匠は三芳恒雄。ホームバンクは小倉競輪場。

## 来歴
福岡県立北九州高等学校を経て競輪学校第52期生となる。同校在校時代、69勝を挙げた。
1983年9月3日、門司競輪場でデビューし1着。後2走も勝ち、デビュー場所で完全優勝を果たした。1988年の競輪祭・全日本競輪王戦（小倉競輪場）では決勝に進出（5着）。
2012年7月6日、当時50歳の年齢だった小松島競輪場の開設記念（GIII）第1レースで勝利を挙げた。
2013年9月7日、大垣競輪場第6レース(A級特一般・6着)を最後に、2013年9月17日に引退。通算成績は2358戦224勝、優勝25回。
引退後は小倉競輪場本場開催のガイダンスコーナーで予想を披露している。